# 茨木国際ゴルフ倶楽部
茨木国際ゴルフ倶楽部（いばらきこくさいゴルフくらぶ）は、大阪府茨木市にあるゴルフ場である。

## 概要
1958年（昭和33年）、創業者の加藤文三郎がゴルフ場の建設に向け、建設候補地に選んだのが高槻の丘陵地だったが、用地買収に手間取っていた。その状況を知った旧豊川村（現在地）から誘いがかかった。コース用地は、松茸山ともいわれる大阪市街を望む南斜面で、小谷ヶ谷、菖蒲谷、蓮谷などの谷地のある丘陵地である。新たなゴルフ場の建設に向けて経営母体「国際ゴルフ株式会社」を設立した。
コース設計は、佐藤儀一に依頼した、佐藤は日本アマチュアゴルフ選手権競技4連勝、「廣野ゴルフ倶楽部」（1932年（昭和7年）開場、設計・C・H・アリソン）クラブ選手権12連勝などの実績がある。造成工事監督は、「芦屋カンツリー倶楽部」（1952年（昭和27年）開場、設計・保田与天、佐藤儀一）の名誉会員・柴田喜代志が加わった。佐藤の設計構想では、丘と谷地、それに池を組み合わせたコースを造ろうと考えていたが、だが、農地法や砂防法が妨げになり当初の構想通りにはいかなかったという。
そうした苦労を克服して、1960年（昭和35年）9月14日、東・西コース18ホール、6,820ヤード、パー72のコースが完成、開場された。1962年（昭和37年）12月22日、増設の北コース9ホールんが着工された、設計は地元在住の上田治に依頼した。1963年（昭和38年）12月2日、北コース9ホール、3,508ヤード、パー36のゴルフ場が完成、27ホール規模のゴルフ場が完成した。
2007年（平成19年）2月、経営会社の国際ゴルフ株式会社が民事再生法を申請、2008年（平成20年）3月、PGMホールディングスをスポンサーとする計画案が認可され、PGMグループの「PGMプロパティーズ株式会社」が経営することになった。2010年（平成22年）から3年間をかけて27ホールの改修工事が完了した。2016年（平成28年）、クラブハウスが建替えられグランドオープンされた。 

## 所在地
〒567-0051 大阪府茨木市大字宿久庄98番地

## コース情報
- 開場日 - 1960年9月14日
- 設計者 - 佐藤 儀一（東・西コース）、上田 治（北コース）
- 面積 - 1,250,000m2（約37.8万坪）
- コースタイプ - 丘陵コース
- コース - 27ホールズ、108パー、9,672ヤード、コースレート、東・西コース69.9、西・北コース71.5、北・東コース71.4
- フェアウェー - コウライ
- ラフ - ノシバ
- グリーン - 1グリーン、ベント
- ラウンドスタイル - キャディ付プレーとセルフプレーの選択制
- 練習場 - 15打席230ヤード
- 休場日 - 無し[1][2]

## クラブ情報
- ハウス面積 - 3,135m2（948.3坪）
- ハウス設計 - 株式会社 日建設計
- ハウス施工 - 株式会社 竹中工務店[1][2]

## ギャラリー
- コース - 「茨木国際ゴルフ倶楽部」、コースガイド、2021年4月日閲覧
- ハウス - 「茨木国際ゴルフ倶楽部」、施設情報、2021年4月日閲覧

## 交通アクセス
鉄道
- JR京都線（東海道本線） - 茨木駅西口より クラブバス利用約25分[3]

道路
- 名神高速道路 - 茨木ICより 約5km
- 新名神高速道路 - 茨木千提寺ICより 約8km[3]

## 関連文献
- 『ゴルフ場ガイド 西版』、2006-2007、「茨木国際ゴルフ倶楽部」、東京 ゴルフダイジェスト社、2006年5月、2021年4月日閲覧
- 『経済界』、「人気コース百選(VOL.13)茨木国際ゴルフ倶楽部(大阪府茨木市)」、大和賢治、東京 経済界、2010年3月9日、2021年4月日閲覧
- 『月刊ゴルフマネジメント』、「クローズアップ21(その144)あらゆるゴルファーのニーズに応える茨木国際ゴルフ倶楽部 名匠の設計活かし、1グリーンの戦略コースに」、東京 一季出版、2012年12月、2021年4月日閲覧
- 『美しい日本のゴルフコース BEAUTIFUL GOLF CULTURE IN JAPAN 日本のゴルフ110年記念 ゴルフは日本の新しい伝統文化である』、ゴルフダイジェスト社「美しい日本のゴルフコース」編纂委員会編、「北摂の平地境界線、標高300メートルの五月山に展開する佐藤儀一、上田治の27ホール」、東京 ゴルフダイジェスト社、2013年12月、2021年4月日閲覧
- 『近代建築』、「茨木国際ゴルフ倶楽部 クラブハウス 大阪府茨木市 設計・監理監修/日建設計 監理/PGMプロパティーズ4 施工/三井住友建設」、東京 近代建築社、2017年1月、2021年4月日閲覧
- 『ゴルフ場セミナークラブハウス』、「探訪 茨木国際ゴルフ倶楽部(大阪府・27H) 立地の特長を生かした都市型クラブハウス」、東京 ゴルフダイジェスト社、2017年2月、2021年4月日閲覧
- 『ピデアパチンコ関連企業運営 厳選ゴルフコース紹介 : PiDEA GOLF NAVI(NAVI.17)茨木国際ゴルフ倶楽部』、東京 triple a出版Pidea事業部、2020年12月、2021年4月日閲覧